# Pietro del Donzello
Pietro del Donzello (Firenze, 1452 – Firenze, 24 febbraio 1509) è stato un pittore e architetto italiano. Fu il fratello di Ippolito del Donzello.
Figlio di Donzello della Signoria, un messaggero del governo fiorentino, fu allievo del pittore Giusto d'Andrea. Fu essenzialmente un pittore, mentre come architetto non si conoscono sue opere. La prima opera di cui si ha notizia è la figura allegorica della Lombardia in Palazzo della Signoria, nella Sala dell'Udienza, molto probabilmente mai realizzata. Da questo momento l'architetto e scultore Giuliano da Maiano scopre il suo talento e lo porta insieme a lui a Napoli, dove realizzò importanti cicli pittorici nei più rappresentativi edifici della capitale del Regno aragonese. Tra le decorazioni eseguite va ricordato che nel 1488 esegue affreschi per la Villa di Poggioreale. Ritornato a Firenze esegue i modelli di affreschi da realizzare tra il 1503 e il 1507 per l'Opera del Duomo di Firenze, dipinti per la Basilica di Santo Spirito e per l'Ospedale di San Matteo di cui disegnò anche gli arredi per il refettorio.

## Fonti
- Pietro del Donzello su Answers.com, su answers.com.